# الإذاعات العالمية لهيئة الإذاعة البريطانية
الإذاعات العالمية لهيئة الإذاعة البريطانية هي مملوكة ومدارة من قبل ال بي بي سي. هي الاضخم عالميا. تبث الاخبار الاذاعية، الخطابات والمناظرات ( أي النقاشات ذات السمات الرسمية) بأكثر من 40 لغة  و للعديد من اجزاء العالم على اشارات التشابه والمنصات التقنية لموجات السمع القصيرة، وسائط التدفق، التدوين الصوتي، الساتلايت، الاذاعات الالكترونية، اذاعة إف إم، والمعتمدون على الموجات المتوسطة. في عام 2015 وصلت الاذاعات العالمية لهيئة الإذاعة البريطانية بما يعادل ال 210 مليون مشاهدة اسبوعياً ( عن طريق التلفاز، الراديو ووسائل الاتصال المباشر). في نوفمبر: تشرين الثاني عام 2016 اعلنت بي بي سي انها ستبدأ البث بلغتين اضافيتين منهم اللغة الأمهرية ولغة الإغبو، في أكبر توسع لها منذ عام 1940.
هذة الخدمة العالمية ممولة من قبل الهيئة المانحة للتراخيص الاذاعية والتلفزيونية الخاصة بالمملكة المتحدة، الترويج المحدود  و الارباح الخاصة باستديوهات بي بي سي. و هي كذلك تضمن 289£ مليون (مخصصة من خمس سنوات تنتهي ب 2020) من الحكومة البريطانيه. فهي كانت ممولة لعشر سنوات من قبل معونة حكومية عن طريق وزارة الخارجية وشؤون الكومنولث ( هي الوزارة البريطانية المسؤولة عن الشؤون الخارجية.)  حتى الأول من نيسان: إبريل لعام 2014.
الإذاعات العالمية لهيئة الإذاعة البريطانية تغطي ثمن مناطق اقليمية بعدد من البرامج المتنوعة، تغطي، على التوالي، شرق وشمال إفريقيا ؛ غرب ووسط افريقيا ؛ أوروبا والشرق الأوسط ؛ الامريكتين والكريبي؛ شرق وجنوب آسيا؛ أستراليا؛ والمملكة المتحدة. هنالك أيضا خطيين بث مباشرين فقط واحدة ذات طابع إخباري معروفة باسم «أخبار الإنترنت». البث يستمر على مدار ال24 ساعة.
المدير الحالي للإذاعات العالمية لهيئة الإذاعة البريطانية ال بي بي سي هي ماري هاكدي.

## التاريخ
بدأت خدمة الإذاعات العالمية لهيئة الإذاعة البريطانية في 19 ديسمبر 1932 باسم BBC Empire Service، حيث كانت تبث على الموجة القصيرة وتستهدف بشكل أساسي المتحدثين باللغة الإنجليزية عبر الإمبراطورية البريطانية. في رسالته الأولى في عيد الميلاد (1932)، وصف الملك جورج الخامس الخدمة بأنها مقصودة للرجال والنساء. كانت الآمال الأولى لخدمة الإمبراطورية منخفضة. قال المدير العام السير جون ريث في البرنامج الافتتاحي:
لا تتوقع الكثير في الأيام الأولى؛ سننقل لبعض الوقت برامج بسيطة نسبيًا، لإعطاء أفضل فرصة للاستقبال الواضح وتقديم دليل على نوع المواد الأكثر ملاءمة للخدمة في كل منطقة. لن تكون البرامج ممتعة جدًا ولا جيدة جدًا.
تمت قراءة هذا العنوان خمس مرات عندما بثته هيئة الإذاعة البريطانية على الهواء مباشرة إلى أجزاء مختلفة من العالم.